# Dendronephthya nigrescens
Dendronephthya nigrescens is een zachte koraalsoort uit de familie Nephtheidae. De koraalsoort komt uit het geslacht Dendronephthya. Dendronephthya nigrescens werd in 1905 voor het eerst wetenschappelijk beschreven door Kükenthal. 